# Collandres
Collandres település Franciaországban, Cantal megyében. Lakosainak száma 157 fő (2022. január 1.). Collandres Apchon, Cheylade, Le Falgoux, Riom-ès-Montagnes, Saint-Hippolyte, Trizac, Valette és Le Vaulmier községekkel határos.

## Népesség
A település népességének változása:
| Lakosok száma | 414  | 322  | 283  | 189  | 152  | 147  | 152  | 156  | 157  | 157  |
|               | 1968 | 1982 | 1990 | 2006 | 2013 | 2015 | 2017 | 2019 | 2020 | 2022 |